# Antanartia guineensis
Antanartia guineensis är en fjärilsart som beskrevs av Francis Gard Howarth 1966. Antanartia guineensis ingår i släktet Antanartia och familjen praktfjärilar. Inga underarter finns listade i Catalogue of Life.